# Willy Sagnol
Willy David Frédéric Sagnol (Saint-Étienne, 18 marzo 1977) è un allenatore di calcio ed ex calciatore francese, di ruolo difensore, commissario tecnico della nazionale georgiana. Con la nazionale francese è stato vicecampione del mondo nel 2006.

## Caratteristiche tecniche
Terzino che agiva prevalentemente sulla fascia destra, si fece apprezzare per affidabilità, eleganza e visione di gioco. All'occorrenza poteva essere schierato anche come difensore centrale oppure esterno di centrocampo.
Abile nella fase difensiva, sapeva destreggiarsi anche nelle sovrapposizioni offensive, facendo del cross – potente e preciso – uno dei suoi punti di forza. Tale dote gli valse il soprannomine Flankengott o "Il dio dei cross", da parte dei tifosi del Bayern Monaco.

## Carriera

### Giocatore

#### Club

##### Gli inizi
Ha cominciato la carriera professionistica nella squadra della sua città, il Saint-Étienne, trascorrendovi due stagioni. Nell'estate 1997 si trasferì al Monaco, vincendo il campionato francese nella stagione 1999-2000 e due Supercoppe nazionali.

##### Bayern Monaco e ritiro

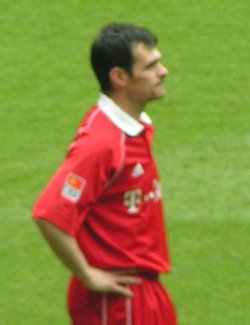
Sagnol con la maglia del Bayern Monaco

Poco dopo, nell'estate 2000, venne acquistato dal Bayern Monaco per 6,3 milioni di euro. Durante l'esperienza al Bayern si è affermato come uno dei migliori terzini destri al mondo, conquistando cinque campionati tedeschi (2000-2001, 2002-2003, 2004-2005, 2005-2006 e 2007-2008), quattro Coppe di Germania, due Coppe di Lega, la Champions League 2000-2001 e la Coppa Intercontinentale 2001. Nel gennaio 2006 ha prolungato di altri quattro anni, fino al 2010, il contratto con il club bavarese.
Tra l'aprile 2007 e il luglio 2008 è stato vittima di tre infortuni, prima un problema alle cartilagini del ginocchio sinistro, poi, a gennaio 2008, un'ernia del disco, infine una lesione al tendine di Achille per la quale è stato operato e che l'ha costretto ad annunciare il suo ritiro dal calcio giocato il 22 gennaio 2009.

#### Nazionale

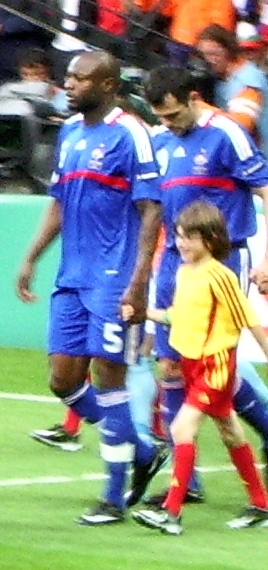
Gallas (n.5) e Sagnol (n.19) entrano in campo prima di -Francia al

Ha esordito con la maglia della nazionale francese nel 2000. Nel 2002 ha fatto parte dei 23 convocati per il campionato del mondo in Corea del Sud e Giappone, ma non è mai sceso in campo. Due anni dopo, al campionato d'Europa 2004, ha disputato tre incontri, due da subentrato e uno da titolare.
Nel campionato del mondo 2006 ha giocato da terzino titolare tutte e sette gare dei Bleus, compresa la finale di Berlino persa contro l'Italia. Ha tirato in quell'occasione uno dei rigori, mettendolo a segno. Al campionato d'Europa 2008 ha totalizzato due presenze e la sua squadra è uscita dopo la fase a gironi.
Sempre con la divisa della Francia ha vinto la Confederations Cup nel 2001 e nel 2003.

### Dirigente
Il 27 gennaio 2010 diventa membro del consiglio dirigenziale del Saint-Étienne come membro comitato direttivo. Il 18 maggio si dimette dall’incarico.
Il 21 marzo 2011 entra nell’organigramma del Bayern Monaco come osservatore. Il 6 ottobre la federazione francese lo nomina direttore tecnico delle nazionali giovanili.

### Allenatore

#### Gli inizi
Nel maggio 2013 viene nominato tecnico ad interim dell’Under-20 francese per il Torneo di Tolone in sostituzione di Pierre Mankowski impegnato per il Mondiale della stessa categoria. Esordisce nella vittoria per 4-1 contro gli Stati Uniti. Si piazza secondo nel proprio girone e partecipa alla finale per il 3º e 4º posto dove batte per 2-1 il Portogallo. Il 10 giugno chiude la sua avventura dopo aver totalizzato 3 vittorie, 1 pareggio e 1 sconfitta. Dopo due giorni viene nominato tecnico dell’Under-21 francese, con il compito di qualificarsi per l’Europeo. Il 30 luglio viene anche nominato presidente della commissione federale. Esordisce con un pareggio per 0-0 nell’amichevole con la Germania. Il 5 settembre ottiene il primo successo battendo per 5-0 il Kazakistan, partita valevole per la qualificazione all’Europeo.

#### Bordeaux e Bayern Monaco
Il 23 maggio 2014 dopo otto partite (6 vittorie e 2 pareggi) lascia la guida dei Les Bleuets e diventa l'allenatore del Bordeaux, firmando un contratto di tre stagioni. Il primo anno viene eliminato ai sedicesimi di finale della Coppa di Francia dal Paris Saint-German, nella Coppa di lega francese viene eliminato ai ottavi di finale dal Lilla e ha condotto la squadra al sesto posto in campionato. Il secondo anno viene eliminato in semifinale della Coppa di lega francese dal Lilla e nella Coppa di Francia ai quarti di finale dal Nantes. Il 14 marzo 2016 è stato sollevato dall'incarico con la squadra al 14º posto, a +5 sulla zona retrocessione.
Il 9 giugno 2017 ritorna al Bayern Monaco come vice di Carlo Ancelotti, firmando un biennale in sostituzione di Paul Clement passato nei mesi precedenti alla guida del Swansea. Il 28 settembre dopo l'esonero di Ancelotti diventa allenatore ad interim. La domenica seguente esordisce sulla panchina della squadra bavarese con un pareggio per 2 a 2 contro l'Hertha Berlino. Il 6 ottobre lascia la guida del club al nuovo allenatore Jupp Heynckes..

#### Nazionale georgiana
Il 15 febbraio 2021 viene nominato commissario tecnico della nazionale georgiana. Inizia la sua esperienza sulla panchina georgiana durante le qualificazioni a Qatar 2022, chiudendo il proprio girone al 4º posto, fallendo l'accesso alla fase finale.
In UEFA Nations League 2022-2023, invece, il percorso è quasi netto: oltre a battere nella doppia sfida Gibilterra e Macedonia del Nord, vince la trasferta e pareggia in casa contro la Bulgaria. Ciò gli vale il 1º posto nel gruppo 4 della Lega C, ottenendo la promozione in Lega B. Grazie al suddetto primato, il tecnico francese ottiene, nonostante il 4º posto nel Gruppo A, la qualificazione per gli Spareggi di Euro 2024, ove la nazionale georgiana affronterà in una gara unica, prima il Lussemburgo, e successivamente la Grecia, vincendo entrambe le gare e conseguendo il 26 marzo 2024 la prima e storica qualificazione per la Georgia ad un Campionato europeo di calcio. All'Europeo tedesco, la nazionale guidata da Sagnol ottiene 4 punti nel Girone F. Dopo aver perso 3-1 la gara d'esordio contro la Turchia, il commissario tecnico francese ottiene un punto contro la Repubblica Ceca e riesce a battere nell'ultima partita a sorpresa il Portogallo per 2-0, piazzandosi al 3 posto nel girone e riuscendo così a far rientrare la nazionale georgiana tra le migliori terze classificate, qualificandosi per gli ottavi di finale del torneo ove sarà sconfitto ed eliminato dalla Spagna per 4-1.

## Statistiche

### Presenze e reti nei club
| Stagione             | Squadra              | Campionato           | Campionato | Campionato | Coppe nazionali | Coppe nazionali | Coppe nazionali | Coppe continentali | Coppe continentali | Coppe continentali | Altre coppe | Altre coppe | Altre coppe | Totale | Totale |
| Stagione             | Squadra              | Comp                 | Pres       | Reti       | Comp            | Pres            | Reti            | Comp               | Pres               | Reti               | Comp        | Pres        | Reti        | Pres   | Reti   |
| -------------------- | -------------------- | -------------------- | ---------- | ---------- | --------------- | --------------- | --------------- | ------------------ | ------------------ | ------------------ | ----------- | ----------- | ----------- | ------ | ------ |
| 1995-1996            | Saint-Étienne        | D1                   | 10         | 0          | CdF+CdL         | -               | -               | -                  | -                  | -                  | -           | -           | -           | 10     | 0      |
| 1996-1997            | Saint-Étienne        | D2                   | 36         | 1          | CF+CdL          | 1+2             | 0+0             | -                  | -                  | -                  | -           | -           | -           | 39     | 1      |
| Totale Saint-Étienne | Totale Saint-Étienne | Totale Saint-Étienne | 46         | 1          |                 | 3               | 0               |                    | -                  | -                  |             | -           | -           | 49     | 1      |
| 1997-1998            | Monaco               | D1                   | 25         | 0          | CF+CdL          | 4+1             | 0+0             | UCL                | 8                  | 0                  | SF          | 1           | 0           | 39     | 0      |
| 1998-1999            | Monaco               | D1                   | 20         | 0          | CF+CdL          | 0+0             | 0+0             | CU                 | 4                  | 0                  | -           | -           | -           | 24     | 0      |
| 1999-2000            | Monaco               | D1                   | 26         | 0          | CF+CdL          | 2+2             | 0+0             | CU                 | 6                  | 0                  | -           | -           | -           | 36     | 0      |
| Totale Monaco        | Totale Monaco        | Totale Monaco        | 71         | 0          |                 | 9               | 0               |                    | 18                 | 0                  |             | 1           | 0           | 99     | 0      |
| 2000-2001            | Bayern Monaco        | BL                   | 27         | 0          | CG+CdL          | 1+1             | 0+0             | UCL                | 14                 | 0                  | -           | -           | -           | 43     | 0      |
| 2001-2002            | Bayern Monaco        | BL                   | 28         | 1          | CG+CdL          | 1+0             | 0+0             | UCL                | 10                 | 0                  | SU+CI       | 1+1         | 0+0         | 41     | 1      |
| 2002-2003            | Bayern Monaco        | BL                   | 23         | 2          | CG+CdL          | 5+1             | 1+0             | UCL                | 4                  | 0                  | -           | -           | -           | 33     | 3      |
| 2003-2004            | Bayern Monaco        | BL                   | 21         | 1          | CG+CdL          | 3+0             | 0+0             | UCL                | 6                  | 0                  | -           | -           | -           | 30     | 1      |
| 2004-2005            | Bayern Monaco        | BL                   | 22         | 1          | CG+CdL          | 4+0             | 0+0             | UCL                | 7                  | 0                  | -           | -           | -           | 33     | 1      |
| 2005-2006            | Bayern Monaco        | BL                   | 31         | 1          | CG+CdL          | 5+1             | 0+0             | UCL                | 7                  | 0                  | -           | -           | -           | 44     | 1      |
| 2006-2007            | Bayern Monaco        | BL                   | 23         | 1          | CG+CdL          | 3+2             | 0+0             | UCL                | 9                  | 0                  | -           | -           | -           | 37     | 1      |
| 2007-2008            | Bayern Monaco        | BL                   | 9          | 0          | CG              | 3               | 0               | CU                 | 5                  | 0                  | -           | -           | -           | 17     | 0      |
| 2008-2009            | Bayern Monaco        | BL                   | 0          | 0          | CG              | 0               | 0               | UCL                | 0                  | 0                  | -           | -           | -           | 0      | 0      |
| Totale Bayern Monaco | Totale Bayern Monaco | Totale Bayern Monaco | 184        | 7          |                 | 30              | 1               |                    | 62                 | 0                  |             | 2           | 0           | 278    | 8      |
| Totale carriera      | Totale carriera      | Totale carriera      | 301        | 8          |                 | 42              | 1               |                    | 80                 | 0                  |             | 2           | 0           | 425    | 9      |

### Cronologia presenze e reti in nazionale
| Cronologia completa delle presenze e delle reti in nazionale ― Francia | Cronologia completa delle presenze e delle reti in nazionale ― Francia | Cronologia completa delle presenze e delle reti in nazionale ― Francia | Cronologia completa delle presenze e delle reti in nazionale ― Francia | Cronologia completa delle presenze e delle reti in nazionale ― Francia | Cronologia completa delle presenze e delle reti in nazionale ― Francia | Cronologia completa delle presenze e delle reti in nazionale ― Francia | Cronologia completa delle presenze e delle reti in nazionale ― Francia |
| Data                                                                   | Città                                                                  | In casa                                                                | Risultato                                                              | Ospiti                                                                 | Competizione                                                           | Reti                                                                   | Note                                                                   |
| ---------------------------------------------------------------------- | ---------------------------------------------------------------------- | ---------------------------------------------------------------------- | ---------------------------------------------------------------------- | ---------------------------------------------------------------------- | ---------------------------------------------------------------------- | ---------------------------------------------------------------------- | ---------------------------------------------------------------------- |
| 15-11-2000                                                             | Istanbul                                                               | Turchia                                                                | 0 – 4                                                                  | Francia                                                                | Amichevole                                                             | -                                                                      | 78’                                                                    |
| 27-2-2001                                                              | Saint-Étienne                                                          | Francia                                                                | 1 – 0                                                                  | Germania                                                               | Amichevole                                                             | -                                                                      | 59’                                                                    |
| 25-4-2001                                                              | Bordeaux                                                               | Francia                                                                | 4 – 0                                                                  | Portogallo                                                             | Amichevole                                                             | -                                                                      | 86’                                                                    |
| 30-5-2001                                                              | Taegu                                                                  | Francia                                                                | 5 – 0                                                                  | Corea del Sud                                                          | Conf. Cup 2001 - 1º turno                                              | -                                                                      |                                                                        |
| 3-6-2001                                                               | Ulsan                                                                  | Messico                                                                | 0 – 4                                                                  | Francia                                                                | Conf. Cup 2001 - 1º turno                                              | -                                                                      |                                                                        |
| 7-6-2001                                                               | Suwon                                                                  | Francia                                                                | 2 – 1                                                                  | Brasile                                                                | Conf. Cup 2001 - Semifinale                                            | -                                                                      | 41’                                                                    |
| 15-8-2001                                                              | Nantes                                                                 | Francia                                                                | 1 – 0                                                                  | Danimarca                                                              | Amichevole                                                             | -                                                                      | 73’                                                                    |
| 1-9-2001                                                               | Santiago del Cile                                                      | Cile                                                                   | 2 – 1                                                                  | Francia                                                                | Amichevole                                                             | -                                                                      | 87’                                                                    |
| 18-5-2002                                                              | Saint-Denis                                                            | Francia                                                                | 1 – 2                                                                  | Belgio                                                                 | Amichevole                                                             | -                                                                      | 46’                                                                    |
| 26-5-2002                                                              | Suwon                                                                  | Corea del Sud                                                          | 2 – 3                                                                  | Francia                                                                | Amichevole                                                             | -                                                                      | 82’                                                                    |
| 21-8-2002                                                              | Radès                                                                  | Tunisia                                                                | 1 – 1                                                                  | Francia                                                                | Amichevole                                                             | -                                                                      | 46’                                                                    |
| 12-10-2002                                                             | Saint-Denis                                                            | Francia                                                                | 5 – 0                                                                  | Slovenia                                                               | Qual. Euro 2004                                                        | -                                                                      | 84’                                                                    |
| 29-3-2003                                                              | Lens                                                                   | Francia                                                                | 6 – 0                                                                  | Malta                                                                  | Qual. Euro 2004                                                        | -                                                                      | 66’                                                                    |
| 30-4-2003                                                              | Saint-Denis                                                            | Francia                                                                | 5 – 0                                                                  | Egitto                                                                 | Amichevole                                                             | -                                                                      |                                                                        |
| 20-6-2003                                                              | Saint-Étienne                                                          | Francia                                                                | 2 – 1                                                                  | Giappone                                                               | Conf. Cup 2003 - 1º turno                                              | -                                                                      | 90+1’                                                                  |
| 29-6-2003                                                              | Saint-Denis                                                            | Francia                                                                | 1 – 0 dts                                                              | Camerun                                                                | Conf. Cup 2003 - Finale                                                | -                                                                      | 76’                                                                    |
| 20-8-2003                                                              | Ginevra                                                                | Svizzera                                                               | 0 – 2                                                                  | Francia                                                                | Amichevole                                                             | -                                                                      | 61’                                                                    |
| 6-9-2003                                                               | Saint-Denis                                                            | Francia                                                                | 5 – 0                                                                  | Cipro                                                                  | Qual. Euro 2004                                                        | -                                                                      | 65’                                                                    |
| 10-9-2003                                                              | Lubiana                                                                | Slovenia                                                               | 0 – 2                                                                  | Francia                                                                | Qual. Euro 2004                                                        | -                                                                      | 76’                                                                    |
| 15-11-2003                                                             | Gelsenkirchen                                                          | Germania                                                               | 0 – 3                                                                  | Francia                                                                | Amichevole                                                             | -                                                                      | 18’ 61’                                                                |
| 31-3-2004                                                              | Rotterdam                                                              | Paesi Bassi                                                            | 0 – 0                                                                  | Francia                                                                | Amichevole                                                             | -                                                                      |                                                                        |
| 28-5-2004                                                              | Montpellier                                                            | Francia                                                                | 4 – 0                                                                  | Andorra                                                                | Amichevole                                                             | -                                                                      |                                                                        |
| 6-6-2004                                                               | Saint-Denis                                                            | Francia                                                                | 1 – 0                                                                  | Ucraina                                                                | Amichevole                                                             | -                                                                      | 76’                                                                    |
| 13-6-2004                                                              | Lisbona                                                                | Francia                                                                | 2 – 1                                                                  | Inghilterra                                                            | Euro 2004 - 1º turno                                                   | -                                                                      | 79’                                                                    |
| 17-6-2004                                                              | Leiria                                                                 | Croazia                                                                | 2 – 2                                                                  | Francia                                                                | Euro 2004 - 1º turno                                                   | -                                                                      | 81’                                                                    |
| 21-6-2004                                                              | Coimbra                                                                | Svizzera                                                               | 1 – 3                                                                  | Francia                                                                | Euro 2004 - 1º turno                                                   | -                                                                      | 46’                                                                    |
| 17-11-2004                                                             | Saint-Denis                                                            | Francia                                                                | 0 – 0                                                                  | Polonia                                                                | Amichevole                                                             | -                                                                      |                                                                        |
| 26-3-2005                                                              | Saint-Denis                                                            | Francia                                                                | 0 – 0                                                                  | Svizzera                                                               | Qual. Mondiali 2006                                                    | -                                                                      |                                                                        |
| 30-3-2005                                                              | Tel Aviv                                                               | Israele                                                                | 1 – 1                                                                  | Francia                                                                | Qual. Mondiali 2006                                                    | -                                                                      | 87’                                                                    |
| 17-8-2005                                                              | Montpellier                                                            | Francia                                                                | 3 – 0                                                                  | Costa d'Avorio                                                         | Amichevole                                                             | -                                                                      |                                                                        |
| 3-9-2005                                                               | Lens                                                                   | Francia                                                                | 3 – 0                                                                  | Fær Øer                                                                | Qual. Mondiali 2006                                                    | -                                                                      |                                                                        |
| 7-9-2005                                                               | Dublino                                                                | Irlanda                                                                | 0 – 1                                                                  | Francia                                                                | Qual. Mondiali 2006                                                    | -                                                                      | 32’ 90’                                                                |
| 12-10-2005                                                             | Saint-Denis                                                            | Francia                                                                | 4 – 0                                                                  | Cipro                                                                  | Qual. Mondiali 2006                                                    | -                                                                      |                                                                        |
| 12-11-2005                                                             | Saint-Denis                                                            | Francia                                                                | 0 – 0                                                                  | Germania                                                               | Amichevole                                                             | -                                                                      |                                                                        |
| 1-3-2006                                                               | Saint-Denis                                                            | Francia                                                                | 1 – 2                                                                  | Slovacchia                                                             | Amichevole                                                             | -                                                                      |                                                                        |
| 27-5-2006                                                              | Saint-Denis                                                            | Francia                                                                | 1 – 0                                                                  | Messico                                                                | Amichevole                                                             | -                                                                      |                                                                        |
| 31-5-2006                                                              | Lens                                                                   | Francia                                                                | 2 – 0                                                                  | Danimarca                                                              | Amichevole                                                             | -                                                                      | 89’                                                                    |
| 7-6-2006                                                               | Saint-Étienne                                                          | Francia                                                                | 3 – 1                                                                  | Cina                                                                   | Amichevole                                                             | -                                                                      |                                                                        |
| 13-6-2006                                                              | Stoccarda                                                              | Francia                                                                | 0 – 0                                                                  | Svizzera                                                               | Mondiali 2006 - 1º turno                                               | -                                                                      | 90+3’                                                                  |
| 18-6-2006                                                              | Lipsia                                                                 | Francia                                                                | 1 – 1                                                                  | Corea del Sud                                                          | Mondiali 2006 - 1º turno                                               | -                                                                      |                                                                        |
| 23-6-2006                                                              | Colonia                                                                | Togo                                                                   | 0 – 2                                                                  | Francia                                                                | Mondiali 2006 - 1º turno                                               | -                                                                      |                                                                        |
| 27-6-2006                                                              | Hannover                                                               | Spagna                                                                 | 1 – 3                                                                  | Francia                                                                | Mondiali 2006 - Ottavi di finale                                       | -                                                                      | 68’                                                                    |
| 1-7-2006                                                               | Francoforte sul Meno                                                   | Brasile                                                                | 0 – 1                                                                  | Francia                                                                | Mondiali 2006 - Quarti di finale                                       | -                                                                      | 74’                                                                    |
| 5-7-2006                                                               | Monaco di Baviera                                                      | Portogallo                                                             | 0 – 1                                                                  | Francia                                                                | Mondiali 2006 - Semifinale                                             | -                                                                      |                                                                        |
| 9-7-2006                                                               | Berlino                                                                | Italia                                                                 | 1 – 1 dts (5 – 3 dtr)                                                  | Francia                                                                | Mondiali 2006 - Finale                                                 | -                                                                      | 12’                                                                    |
| 16-8-2006                                                              | Sarajevo                                                               | Bosnia ed Erzegovina                                                   | 1 – 2                                                                  | Francia                                                                | Amichevole                                                             | -                                                                      |                                                                        |
| 2-9-2006                                                               | Tbilisi                                                                | Georgia                                                                | 0 – 3                                                                  | Francia                                                                | Qual. Euro 2008                                                        | -                                                                      |                                                                        |
| 6-9-2006                                                               | Parigi                                                                 | Francia                                                                | 3 – 1                                                                  | Italia                                                                 | Qual. Euro 2008                                                        | -                                                                      |                                                                        |
| 7-10-2006                                                              | Glasgow                                                                | Scozia                                                                 | 1 – 0                                                                  | Francia                                                                | Qual. Euro 2008                                                        | -                                                                      |                                                                        |
| 11-10-2006                                                             | Sochaux                                                                | Francia                                                                | 5 – 0                                                                  | Fær Øer                                                                | Qual. Euro 2008                                                        | -                                                                      | 78’                                                                    |
| 15-11-2006                                                             | Saint-Denis                                                            | Francia                                                                | 1 – 0                                                                  | Grecia                                                                 | Amichevole                                                             | -                                                                      | 46’                                                                    |
| 7-2-2007                                                               | Saint-Denis                                                            | Francia                                                                | 0 – 1                                                                  | Argentina                                                              | Amichevole                                                             | -                                                                      | 43’ 46’                                                                |
| 24-3-2007                                                              | Kaunas                                                                 | Lituania                                                               | 0 – 1                                                                  | Francia                                                                | Qual. Euro 2008                                                        | -                                                                      |                                                                        |
| 6-2-2008                                                               | Malaga                                                                 | Spagna                                                                 | 1 – 0                                                                  | Francia                                                                | Amichevole                                                             | -                                                                      |                                                                        |
| 27-5-2008                                                              | Grenoble                                                               | Francia                                                                | 2 – 0                                                                  | Ecuador                                                                | Amichevole                                                             | -                                                                      | 74’                                                                    |
| 3-6-2008                                                               | Saint-Denis                                                            | Francia                                                                | 0 – 0                                                                  | Colombia                                                               | Amichevole                                                             | -                                                                      |                                                                        |
| 9-6-2008                                                               | Zurigo                                                                 | Romania                                                                | 0 – 0                                                                  | Francia                                                                | Euro 2008 - 1º turno                                                   | -                                                                      | 51’                                                                    |
| 13-6-2008                                                              | Berna                                                                  | Paesi Bassi                                                            | 4 – 1                                                                  | Francia                                                                | Euro 2008 - 1º turno                                                   | -                                                                      |                                                                        |
| Totale                                                                 |                                                                        | Presenze                                                               | 58                                                                     |                                                                        | Reti                                                                   | 0                                                                      |                                                                        |

### Statistiche da allenatore

#### Club
Statistiche aggiornate al 1º ottobre 2017.
| Stagione        | Squadra         | Campionato      | Campionato | Campionato | Campionato | Campionato | Coppe nazionali | Coppe nazionali | Coppe nazionali | Coppe nazionali | Coppe nazionali | Coppe continentali | Coppe continentali | Coppe continentali | Coppe continentali | Coppe continentali | Altre coppe | Altre coppe | Altre coppe | Altre coppe | Altre coppe | Totale | Totale | Totale | Totale | % Vittorie | Piazzamento |
| Stagione        | Squadra         | Comp            | G          | V          | N          | P          | Comp            | G               | V               | N               | P               | Comp               | G                  | V                  | N                  | P                  | Comp        | G           | V           | N           | P           | G      | V      | N      | P      | %          | Piazzamento |
| --------------- | --------------- | --------------- | ---------- | ---------- | ---------- | ---------- | --------------- | --------------- | --------------- | --------------- | --------------- | ------------------ | ------------------ | ------------------ | ------------------ | ------------------ | ----------- | ----------- | ----------- | ----------- | ----------- | ------ | ------ | ------ | ------ | ---------- | ----------- |
| 2014-2015       | Bordeaux        | L1              | 38         | 17         | 12         | 9          | CF+CdL          | 2+2             | 1+1             | 0+1             | 1+0             |                    |                    |                    |                    |                    |             |             |             |             |             | 42     | 19     | 13     | 10     | 45,24      | 6º          |
| 2015-mar. 2016  | Bordeaux        | L1              | 30         | 9          | 11         | 10         | CF+CdL          | 3+3             | 2+2             | 0+0             | 1+1             | UEL                | 10                 | 3                  | 4                  | 3                  |             |             |             |             |             | 46     | 16     | 15     | 15     | 34,78      | Esonerato   |
| Totale Bordeaux | Totale Bordeaux | Totale Bordeaux | 68         | 26         | 23         | 19         |                 | 10              | 6               | 1               | 3               |                    | 10                 | 3                  | 4                  | 3                  |             |             |             |             |             | 88     | 35     | 28     | 25     | 39,77      |             |
| set.-ott. 2017  | Bayern Monaco   | BL              | 1          | 0          | 1          | 0          | CG              | 0               | 0               | 0               | 0               | UCL                | 0                  | 0                  | 0                  | 0                  | -           | -           | -           | -           |             | 1      | 0      | 1      | 0      | &0,00      | interim     |
| Totale carriera | Totale carriera | Totale carriera | 69         | 26         | 24         | 19         |                 | 10              | 6               | 1               | 3               |                    | 10                 | 3                  | 4                  | 3                  |             |             |             |             |             | 89     | 35     | 29     | 25     | 39,33      |             |

#### Nazionali giovanili francesi
Statistiche aggiornate al 23 maggio 2014.
| Squadra                             | Naz                                 | dal                                 | al                                  | Record | Record | Record | Record     | Record | Record | Record | Record |
| G                                   | V                                   | N                                   | P                                   | GF     | GS     | DR     | % Vittorie |        |        |        |        |
| ----------------------------------- | ----------------------------------- | ----------------------------------- | ----------------------------------- | ------ | ------ | ------ | ---------- | ------ | ------ | ------ | ------ |
| Francia U-20                        | Francia (bandiera)                  | 1º maggio 2013                      | 10 giugno 2013                      | 5      | 3      | 1      | 1          | 8      | 5      | +3     | 60,00  |
| Francia U-21                        | Francia (bandiera)                  | 30 luglio 2013                      | 25 maggio 2014                      | 8      | 6      | 2      | 0          | 23     | 6      | +17    | 75,00  |
| Totale Nazionali giovanili francesi | Totale Nazionali giovanili francesi | Totale Nazionali giovanili francesi | Totale Nazionali giovanili francesi | 13     | 9      | 3      | 1          | 31     | 11     | +20    | 69,23  |

#### Nazionale francese Under-20 nel dettaglio
| mag.-giu. 2013      | Francia U-20        | Torneo di Tolone 2013 | 3º                  | 5 | 3 | 1 | 1 | 60,00 | 8 | 5 | +3 |
| Totale Francia U-20 | Totale Francia U-20 | Totale Francia U-20   | Totale Francia U-20 | 5 | 3 | 1 | 1 | 60,00 | 8 | 5 | +3 |

#### Panchine da commissario tecnico della nazionale francese Under-20
| Cronologia completa delle presenze e delle reti in nazionale ― Francia under 20 | Cronologia completa delle presenze e delle reti in nazionale ― Francia under 20 | Cronologia completa delle presenze e delle reti in nazionale ― Francia under 20 | Cronologia completa delle presenze e delle reti in nazionale ― Francia under 20 | Cronologia completa delle presenze e delle reti in nazionale ― Francia under 20 | Cronologia completa delle presenze e delle reti in nazionale ― Francia under 20 | Cronologia completa delle presenze e delle reti in nazionale ― Francia under 20 | Cronologia completa delle presenze e delle reti in nazionale ― Francia under 20 |
| Data                                                                            | Città                                                                           | In casa                                                                         | Risultato                                                                       | Ospiti                                                                          | Competizione                                                                    | Reti                                                                            | Note                                                                            |
| ------------------------------------------------------------------------------- | ------------------------------------------------------------------------------- | ------------------------------------------------------------------------------- | ------------------------------------------------------------------------------- | ------------------------------------------------------------------------------- | ------------------------------------------------------------------------------- | ------------------------------------------------------------------------------- | ------------------------------------------------------------------------------- |
| 28-5-2013                                                                       | Besançon                                                                        | Francia under 20                                                                | 4 – 1                                                                           | Stati Uniti under 20                                                            | Torneo di Tolone 2013 - 1º turno                                                | Alexandre Coeff Giannelli Imbula Stéphane Bahoken Rachid Ghezzal                | Cap: A.Coeff                                                                    |
| 30-5-2013                                                                       | Nîmes                                                                           | RD del Congo under 20                                                           | 0 – 1                                                                           | Francia under 20                                                                | Torneo di Tolone 2013 - 1º turno                                                | Benjamin Jeannot                                                                | Cap: L.Rose                                                                     |
| 1º-6-2013                                                                       | Nizza                                                                           | Francia under 20                                                                | 0 – 0                                                                           | Corea del Sud under 20                                                          | Torneo di Tolone 2013 - 1º turno                                                | -                                                                               | Cap: A.Coeff                                                                    |
| 3-6-2013                                                                        | Avignone                                                                        | Francia under 20                                                                | 1 – 3                                                                           | Colombia under 20                                                               | Torneo di Tolone 2013 - 1º turno                                                | Paul-Georges Ntep                                                               | Cap: L.Rose                                                                     |
| 8-9-2013                                                                        | Nizza                                                                           | Francia under 20                                                                | 2 – 1                                                                           | Portogallo under 20                                                             | Torneo di Tolone 2013 - Finale 3º-4º posto                                      | Paul-Georges Ntep (rig.) Gaël Vena Diambu                                       | Cap: L.Rose                                                                     |
| Totale                                                                          |                                                                                 | Presenze                                                                        | 5                                                                               |                                                                                 | Reti                                                                            | 8                                                                               |                                                                                 |

#### Nazionale francese Under-21 nel dettaglio
| lug.-dic. 2013      | Francia U-21        | Amichevoli           |                          | 2 | 0 | 2 | 0 | &0,00   | 1  | 1 | 0   |
| 2013                | Francia U-21        | Qual. Euro U-21 2015 | Gruppo 10, Dimissionario | 5 | 5 | 0 | 0 | 100,00& | 21 | 5 | +16 |
| gen.-mag. 2013      | Francia U-21        | Qual. Euro U-21 2015 | Gruppo 10, Dimissionario | 1 | 1 | 0 | 0 | 100,00& | 1  | 0 | +1  |
| Totale Francia U-21 | Totale Francia U-21 | Totale Francia U-21  | Totale Francia U-21      | 8 | 6 | 2 | 0 | 75,00   | 23 | 6 | +17 |

#### Panchine da commissario tecnico della nazionale francese Under-21
| Cronologia completa delle presenze e delle reti in nazionale ― Francia under 21 | Cronologia completa delle presenze e delle reti in nazionale ― Francia under 21 | Cronologia completa delle presenze e delle reti in nazionale ― Francia under 21 | Cronologia completa delle presenze e delle reti in nazionale ― Francia under 21 | Cronologia completa delle presenze e delle reti in nazionale ― Francia under 21 | Cronologia completa delle presenze e delle reti in nazionale ― Francia under 21 | Cronologia completa delle presenze e delle reti in nazionale ― Francia under 21 | Cronologia completa delle presenze e delle reti in nazionale ― Francia under 21 |
| Data                                                                            | Città                                                                           | In casa                                                                         | Risultato                                                                       | Ospiti                                                                          | Competizione                                                                    | Reti                                                                            | Note                                                                            |
| ------------------------------------------------------------------------------- | ------------------------------------------------------------------------------- | ------------------------------------------------------------------------------- | ------------------------------------------------------------------------------- | ------------------------------------------------------------------------------- | ------------------------------------------------------------------------------- | ------------------------------------------------------------------------------- | ------------------------------------------------------------------------------- |
| 13-8-2013                                                                       | Friburgo in Brisgovia                                                           | Germania under 21                                                               | 0 – 0                                                                           | Francia under 21                                                                | Amichevole                                                                      | -                                                                               | Cap: S.Umtiti                                                                   |
| 5-9-2013                                                                        | Caen                                                                            | Francia under 21                                                                | 5 – 0                                                                           | Kazakistan under 21                                                             | Qual. Europeo Under-21 2015                                                     | Jordan Ferri Paul-Georges Ntep Anthony Martial Loïck Landre Yassine Benzia      | Cap: S.Umtiti                                                                   |
| 9-9-2013                                                                        | Barysaŭ                                                                         | Bielorussia under 21                                                            | 1 – 2                                                                           | Francia under 21                                                                | Qual. Europeo Under-21 2015                                                     | 2 Paul-Georges Ntep (1 rig.)                                                    | Cap: S.Umtiti                                                                   |
| 10-10-2013                                                                      | Erevan                                                                          | Armenia under 21                                                                | 1 – 4                                                                           | Francia under 21                                                                | Qual. Europeo Under-21 2015                                                     | Yassine Benzia 2 Florian Thauvin Paul-Georges Ntep                              | Cap: G.Kondogbia                                                                |
| 14-10-2013                                                                      | Reykjavík                                                                       | Islanda under 21                                                                | 3 – 4                                                                           | Francia under 21                                                                | Qual. Europeo Under-21 2015                                                     | Lindsay Rose 2 Yassine Benzia Paul-Georges Ntep                                 | Cap: G.Kondogbia                                                                |
| 14-11-2013                                                                      | Tolosa                                                                          | Francia under 21                                                                | 6 – 0                                                                           | Armenia under 21                                                                | Qual. Europeo Under-21 2015                                                     | Anthony Martial Loïck Landre 3 Florian Thauvin (1 rig.) Sébastien Haller        | Cap: S.Umtiti                                                                   |
| 18-11-2013                                                                      | Parigi                                                                          | Francia under 21                                                                | 1 – 1                                                                           | Paesi Bassi under 21                                                            | Amichevole                                                                      | Paul-Georges Ntep                                                               | Cap: L.Digne                                                                    |
| 4-3-2014                                                                        | Le Mans                                                                         | Francia under 21                                                                | 1 – 0                                                                           | Bielorussia under 21                                                            | Qual. Europeo Under-21 2015                                                     | Kurt Zouma                                                                      | Cap: K.Zouma                                                                    |
| Totale                                                                          |                                                                                 | Presenze                                                                        | 8                                                                               |                                                                                 | Reti                                                                            | 23                                                                              |                                                                                 |

#### Nazionale georgiana
Statistiche aggiornate al 20 marzo 2025.
| Squadra | Naz                | dal              | al       | Record | Record | Record | Record     | Record | Record | Record | Record |
| G       | V                  | N                | P        | GF     | GS     | DR     | % Vittorie |        |        |        |        |
| ------- | ------------------ | ---------------- | -------- | ------ | ------ | ------ | ---------- | ------ | ------ | ------ | ------ |
| Georgia | Georgia (bandiera) | 15 febbraio 2021 | in corso | 45     | 20     | 8      | 17         | 73     | 60     | +13    | 44,44  |

#### Nazionale georgiana nel dettaglio
| 2021           | Georgia        | Qual. Mondiale 2022           | 4º nel gruppo B, non qualificato                 | 8  | 2  | 1 | 5       | 25,00 | 6  | 12 | -6  |
| 2022           | Georgia        | UEFA Nations League 2022-2023 | 1º nel Gruppo 4 della Lega C, promosso in Lega B | 6  | 5  | 1 | 0       | 83,33 | 16 | 3  | +13 |
| 2023           | Georgia        | Qual. Euro 2024               | 4º nel gruppo A, qualificato dopo i play-off     | 8  | 2  | 2 | 4       | 25,00 | 12 | 18 | -6  |
| 2024           | Georgia        | Qual. Euro 2024               | 4º nel gruppo A, qualificato dopo i play-off     | 2  | 1  | 1 | 0       | 50,00 | 2  | 0  | +2  |
| giu.-lug. 2024 | Georgia        | Euro 2024                     | Ottavi di finale                                 | 4  | 1  | 1 | 2       | 25,00 | 5  | 8  | -3  |
| 2024           | Georgia        | UEFA Nations League 2024-2025 |                                                  | 6  | 2  | 1 | 3       | 33,33 | 8  | 5  | +3  |
| 2025           | Georgia        | UEFA Nations League 2024-2025 | 1                                                | 1  | 0  | 0 | 100,00& | 3     | 0  | +3 |     |
| Dal 2021       | Georgia        | Amichevoli                    |                                                  | 10 | 6  | 1 | 3       | 60,00 | 22 | 13 | +9  |
| Totale Georgia | Totale Georgia | Totale Georgia                | Totale Georgia                                   | 45 | 21 | 8 | 17      | 46,67 | 73 | 60 | +13 |

#### Panchine da commissario tecnico della nazionale georgiana
| Cronologia completa delle presenze e delle reti in nazionale ― Georgia | Cronologia completa delle presenze e delle reti in nazionale ― Georgia | Cronologia completa delle presenze e delle reti in nazionale ― Georgia | Cronologia completa delle presenze e delle reti in nazionale ― Georgia | Cronologia completa delle presenze e delle reti in nazionale ― Georgia | Cronologia completa delle presenze e delle reti in nazionale ― Georgia | Cronologia completa delle presenze e delle reti in nazionale ― Georgia                      | Cronologia completa delle presenze e delle reti in nazionale ― Georgia |
| Data                                                                   | Città                                                                  | In casa                                                                | Risultato                                                              | Ospiti                                                                 | Competizione                                                           | Reti                                                                                        | Note                                                                   |
| ---------------------------------------------------------------------- | ---------------------------------------------------------------------- | ---------------------------------------------------------------------- | ---------------------------------------------------------------------- | ---------------------------------------------------------------------- | ---------------------------------------------------------------------- | ------------------------------------------------------------------------------------------- | ---------------------------------------------------------------------- |
| 25-3-2021                                                              | Solna                                                                  | Svezia                                                                 | 1 – 0                                                                  | Georgia                                                                | Qual. Mondiali 2022                                                    | -                                                                                           | Cap: J. K'ank'ava                                                      |
| 28-3-2021                                                              | Tbilisi                                                                | Georgia                                                                | 1 – 2                                                                  | Spagna                                                                 | Qual. Mondiali 2022                                                    | Khvicha K'varatskhelia                                                                      | Cap: J. K'ank'ava                                                      |
| 31-3-2021                                                              | Salonicco                                                              | Grecia                                                                 | 1 – 1                                                                  | Georgia                                                                | Qual. Mondiali 2022                                                    | Khvicha K'varatskhelia                                                                      | Cap: J. K'ank'ava                                                      |
| 2-6-2021                                                               | Ploiești                                                               | Romania                                                                | 1 – 2                                                                  | Georgia                                                                | Amichevole                                                             | Georges Mikautadze Giorgi Aburjania                                                         | Cap: T. Okriashvili                                                    |
| 6-6-2021                                                               | Enschede                                                               | Paesi Bassi                                                            | 3 – 0                                                                  | Georgia                                                                | Amichevole                                                             | -                                                                                           | Cap: G. Kashia                                                         |
| 2-9-2021                                                               | Tbilisi                                                                | Georgia                                                                | 0 – 1                                                                  | Kosovo                                                                 | Qual. Mondiali 2022                                                    | -                                                                                           | Cap: J. K'ank'ava                                                      |
| 5-9-2021                                                               | Badajoz                                                                | Spagna                                                                 | 4 – 0                                                                  | Georgia                                                                | Qual. Mondiali 2022                                                    | -                                                                                           | Cap: J. K'ank'ava                                                      |
| 8-9-2021                                                               | Razgrad                                                                | Bulgaria                                                               | 4 – 1                                                                  | Georgia                                                                | Amichevole                                                             | Zuriko Davitashvili                                                                         | Cap: O. Kakabadze                                                      |
| 9-10-2021                                                              | Batumi                                                                 | Georgia                                                                | 0 – 2                                                                  | Grecia                                                                 | Qual. Mondiali 2022                                                    | -                                                                                           | Cap: J. K'ank'ava                                                      |
| 12-10-2021                                                             | Pristina                                                               | Kosovo                                                                 | 1 – 2                                                                  | Georgia                                                                | Qual. Mondiali 2022                                                    | Tornik'e Okriashvili Zuriko Davitashvili                                                    | Cap: G. Kashia                                                         |
| 11-11-2021                                                             | Batumi                                                                 | Georgia                                                                | 2 – 0                                                                  | Svezia                                                                 | Qual. Mondiali 2022                                                    | 2 Khvicha K'varatskhelia                                                                    | Cap: G. Kashia                                                         |
| 15-11-2021                                                             | Gori                                                                   | Georgia                                                                | 1 – 0                                                                  | Uzbekistan                                                             | Amichevole                                                             | Davit Volk'ovi                                                                              | Cap: G. Kashia                                                         |
| 25-3-2022                                                              | Zenica                                                                 | Bosnia ed Erzegovina                                                   | 0 – 1                                                                  | Georgia                                                                | Amichevole                                                             | Budu Zivzivadze                                                                             | Cap: G. Kashia                                                         |
| 29-3-2022                                                              | Tirana                                                                 | Albania                                                                | 0 – 0                                                                  | Georgia                                                                | Amichevole                                                             | -                                                                                           | Cap: G. Kashia                                                         |
| 2-6-2022                                                               | Tbilisi                                                                | Georgia                                                                | 4 – 0                                                                  | Gibilterra                                                             | UEFA Nations League 2022-2023 - Lega C                                 | Khvicha K'varatskhelia Guram Kashia Georges Mikautadze Valeri Q'azaishvili                  | Cap: G. Kashia                                                         |
| 5-6-2022                                                               | Razgrad                                                                | Bulgaria                                                               | 2 – 5                                                                  | Georgia                                                                | UEFA Nations League 2022-2023 - Lega C                                 | Zuriko Davitashvili autorete Budu Zivzivadze Khvicha K'varatskhelia Valeri Q'azaishvili     | Cap: G. Kashia                                                         |
| 9-6-2022                                                               | Skopje                                                                 | Macedonia del Nord                                                     | 0 – 3                                                                  | Georgia                                                                | UEFA Nations League 2022-2023 - Lega C                                 | Budu Zivzivadze Khvicha K'varatskhelia (rig.) Otar Kiteishvili                              | Cap: G. Kashia                                                         |
| 12-6-2022                                                              | Tbilisi                                                                | Georgia                                                                | 0 – 0                                                                  | Bulgaria                                                               | UEFA Nations League 2022-2023 - Lega C                                 | -                                                                                           | Cap: G. Kashia                                                         |
| 23-9-2022                                                              | Tbilisi                                                                | Georgia                                                                | 2 – 0                                                                  | Macedonia del Nord                                                     | UEFA Nations League 2022-2023 - Lega C                                 | autorete Khvicha K'varatskhelia                                                             | Cap: G. Kashia                                                         |
| 26-9-2022                                                              | Gibilterra                                                             | Gibilterra                                                             | 1 – 2                                                                  | Georgia                                                                | UEFA Nations League 2022-2023 - Lega C                                 | Khvicha K'varatskhelia (rig.) Giorgi Ts'it'aishvili                                         | Cap: G. Kashia                                                         |
| 17-11-2022                                                             | Sharjah                                                                | Marocco                                                                | 3 – 0                                                                  | Georgia                                                                | Amichevole                                                             | -                                                                                           | Cap: G. Kashia                                                         |
| 25-3-2023                                                              | Batumi                                                                 | Georgia                                                                | 6 – 1                                                                  | Mongolia                                                               | Amichevole                                                             | Davit Volkovi 2 Giorgi Chakvetadze Saba Lobzhanidze Giorgi Beridze Budu Zivzivadze          | Cap: G. Loria                                                          |
| 28-3-2023                                                              | Batumi                                                                 | Georgia                                                                | 1 – 1                                                                  | Norvegia                                                               | Qual. Euro 2024                                                        | Georges Mikautadze                                                                          | Cap: G. Kashia                                                         |
| 17-6-2023                                                              | Larnaca                                                                | Cipro                                                                  | 1 – 2                                                                  | Georgia                                                                | Qual. Euro 2024                                                        | Georges Mikautadze Zuriko Davitashvili                                                      | Cap: G. Kashia                                                         |
| 20-6-2023                                                              | Glasgow                                                                | Scozia                                                                 | 2 – 0                                                                  | Georgia                                                                | Qual. Euro 2024                                                        | -                                                                                           | Cap: G. Kashia                                                         |
| 8-9-2023                                                               | Tbilisi                                                                | Georgia                                                                | 1 – 7                                                                  | Spagna                                                                 | Qual. Euro 2024                                                        | Giorgi Chakvetadze                                                                          | Cap: G. Kashia                                                         |
| 12-9-2023                                                              | Oslo                                                                   | Norvegia                                                               | 2 – 1                                                                  | Georgia                                                                | Qual. Euro 2024                                                        | Budu Zivzivadze                                                                             | Cap: G. Kashia                                                         |
| 12-10-2023                                                             | Tbilisi                                                                | Georgia                                                                | 8 – 0                                                                  | Thailandia                                                             | Amichevole                                                             | 2 Zuriko Davitashvili Luka Lochoshvili 4 Georges Mikautadze (1 rig.) Khvicha K'varatskhelia | Cap: G. Kashia                                                         |
| 15-10-2023                                                             | Tbilisi                                                                | Georgia                                                                | 4 – 0                                                                  | Cipro                                                                  | Qual. Euro 2024                                                        | Otar Kiteishvili Khvicha K'varatskhelia Levan Shengelia Georges Mikautadze (rig.)           | Cap: G. Kashia                                                         |
| 16-11-2023                                                             | Tbilisi                                                                | Georgia                                                                | 2 – 2                                                                  | Scozia                                                                 | Qual. Euro 2024                                                        | 2 Khvicha K'varatskhelia                                                                    | Cap: G. Kashia                                                         |
| 19-11-2023                                                             | Valladolid                                                             | Spagna                                                                 | 3 – 1                                                                  | Georgia                                                                | Qual. Euro 2024                                                        | Khvicha K'varatskhelia                                                                      | Cap: G. Kashia                                                         |
| 21-3-2024                                                              | Tbilisi                                                                | Georgia                                                                | 2 – 0                                                                  | Lussemburgo                                                            | Qual. Euro 2024                                                        | 2 Budu Zivzivadze                                                                           | Cap: G. Kashia                                                         |
| 26-3-2024                                                              | Tbilisi                                                                | Georgia                                                                | 0 – 0 dts (4 – 2 dtr)                                                  | Grecia                                                                 | Qual. Euro 2024                                                        | -                                                                                           | Cap: G. Kashia                                                         |
| 9-6-2024                                                               | Podgorica                                                              | Montenegro                                                             | 1 – 3                                                                  | Georgia                                                                | Amichevole                                                             | Otar Kiteishvili Georges Mikautadze Budu Zivzivadze                                         | Cap: G. Kashia                                                         |
| 18-6-2024                                                              | Dortmund                                                               | Turchia                                                                | 3 – 1                                                                  | Georgia                                                                | Euro 2024 - 1º turno                                                   | Georges Mikautadze                                                                          | Cap: G. Kashia                                                         |
| 22-6-2024                                                              | Amburgo                                                                | Georgia                                                                | 1 – 1                                                                  | Rep. Ceca                                                              | Euro 2024 - 1º turno                                                   | Georges Mikautadze (rig.)                                                                   | Cap: G. Kashia                                                         |
| 26-6-2024                                                              | Gelsenkirchen                                                          | Georgia                                                                | 2 – 0                                                                  | Portogallo                                                             | Euro 2024 - 1º turno                                                   | Khvicha K'varatskhelia Georges Mikautadze (rig.)                                            | Cap: G. Kashia                                                         |
| 30-6-2024                                                              | Colonia                                                                | Spagna                                                                 | 4 – 1                                                                  | Georgia                                                                | Euro 2024 - Ottavi di finale                                           | autorete                                                                                    | Cap: G. Kashia                                                         |
| 7-9-2024                                                               | Tbilisi                                                                | Georgia                                                                | 4 – 1                                                                  | Rep. Ceca                                                              | UEFA Nations League 2024-2025 - Lega B                                 | Khvicha K'varatskhelia (rig.) Giorgi Chakvetadze Georges Mikautadze Giorgi Kochorashvili    | Cap: G. Kashia                                                         |
| 10-9-2024                                                              | Tirana                                                                 | Albania                                                                | 0 – 1                                                                  | Georgia                                                                | UEFA Nations League 2024-2025 - Lega B                                 | Giorgi Kochorashvili                                                                        | Cap: G. Kashia                                                         |
| 11-10-2024                                                             | Poznań                                                                 | Ucraina                                                                | 1 – 0                                                                  | Georgia                                                                | UEFA Nations League 2024-2025 - Lega B                                 | -                                                                                           | Cap: G. Kashia                                                         |
| 14-10-2024                                                             | Tbilisi                                                                | Georgia                                                                | 0 – 1                                                                  | Albania                                                                | UEFA Nations League 2024-2025 - Lega B                                 | -                                                                                           | Cap: G. Kashia                                                         |
| 16-11-2024                                                             | Batumi                                                                 | Georgia                                                                | 1 – 1                                                                  | Ucraina                                                                | UEFA Nations League 2024-2025 - Lega B                                 | Georges Mikautadze                                                                          | Cap: G. Kashia                                                         |
| 19-11-2024                                                             | Olomouc                                                                | Rep. Ceca                                                              | 2 – 1                                                                  | Georgia                                                                | UEFA Nations League 2024-2025 - Lega B                                 | Georges Mikautadze                                                                          | Cap: G. Kashia                                                         |
| 20-3-2024                                                              | Erevan                                                                 | Armenia                                                                | 0 – 3                                                                  | Georgia                                                                | UEFA Nations League 2024-2025 - Lega B (Spareggi)                      | Giorgi Kochorashvili 2 Georges Mikautadze                                                   | Cap: O. K'it'eishvili                                                  |
| Totale                                                                 |                                                                        | Presenze                                                               | 45                                                                     |                                                                        | Reti                                                                   | 73                                                                                          |                                                                        |

## Palmarès

### Giocatore

#### Club

##### Competizioni nazionali
- Supercoppa francese: 1

Monaco: 1997
- Campionato francese: 1

Monaco: 1999-2000
- Campionato tedesco: 5

Bayern Monaco: 2000-2001, 2002-2003, 2004-2005, 2005-2006, 2007-2008
- Coppa di Germania: 4

Bayern Monaco: 2002-2003, 2004-2005, 2005-2006, 2007-2008
- Coppa di Lega tedesca: 3

Bayern Monaco: 2000, 2004, 2007

##### Competizioni internazionali
- UEFA Champions League: 1

Bayern Monaco: 2000-2001
- Coppa Intercontinentale: 1

Bayern Monaco: 2001

#### Nazionale
- Confederations Cup: 2

2001, 2003